# طريق الشوك (فلم)
طريق الشوك هو فيلم مصري عرض عام 1950، بطولة حسين صدقي وحسيبة رشدي، ومن إخراج حسين صدقي.

## قصة الفيلم
يضل الضابط مجدي وصديقه خميس وكلبه رهيب الطريق أثناء قيادتهما للحملة البوليسية لمهاجمة عصابة لتهريب المخدرات في الصحراء، يتم إنقاذهما على يد بدوية، تصحب البدوية (صبا)، مجدي وخميس إلى مقر قبيلتها، يتعرف أهلها على شخصيتهما الحقيقية، وما القبيلة إلا مجموعة من مهربي المخدرات والذين كان يطاردهم مجدي، وهو لا يعرف شخصيتهم، يتفق أهل القبيلة على التخلص من مجدي وصديقه خميس، تكتشف البدوية الخطر الذي يهددهما فتسعى لإنقاذهما، تسهل أمر هروبهما من القبيلة، يضطر مجدي أن يصطبها معهما خوفًا من بطش أهلها، تغار سلوى ابنة عم مجدي وخطيبته في نفس الوقت من وجود البدوية في حياة مجدي، مع الوقت ينمو الحب بين مجدي والبدوية، يستغل مجدي علاقته بالبدوية لمعرفة أفراد العصابة للقبض عليهم، تكتشف البدوية حيلة مجدي فتغادر المنزل لتعمل في إحدى الصالات ببورسعيد، وهناك يعثر عليها أهل قبيلتها، وفي نفس الوقت يعثر عليها مجدي، ويقوم صراع بينهما ينتهي بالقبض على العصابة بعد إتمام صبا بأنها قتلت شابًا من أهلها، توافق البدوية على الزواج من مجدي بعد أن تأكدت من صدق مشاعره وبعد أن نجح في إثبات براءتها.

## طاقم التمثيل
- حسين صدقي: (الضابط مجدي)
- حسيبة رشدي: (صبا)
- محمود شكوكو: (خميس)
- فريد شوقي: (راشد - شقيق سلوى)
- إستفان روستي: (سليمان)
- لولا صدقي: (سلوى - ابنة عم مجدي)
- زكي إبراهيم: (عم مجدي)
- ثريا فخري: (زوجة عم مجدي)
- عبد العليم خطاب
- نادية السبع
- منيرفا: (راقصة)
- علي رشدي

## فريق العمل
- إخراج وسيناريو: حسين صدقي
- قصة وحوار: محمد كامل حسن المحامي
- مدير التصوير: سامي بريل
- مونتاج: ألبير نجيب
- إنتاج: أفلام مصر الحديثة (حسين صدقي)
- توزيع: أفلام مصر الحديثة (حسين صدقي)
- تأليف الأغاني: بيرم التونسي، عبد العزيز سلام، فتحي قورة، إمام الصفطاوي، جمال فكري
- ألحان الأغاني: أحمد عبد القادر، أحمد صبرة، حامد طاهر